# Ekologiska jordbrukspartiet
Ekologiska jordbrukspartiet (albanska: Partia Agrare Ambientaliste) är ett politiskt parti i Albanien. Partiledare är Lufter Xhuveli.
I parlamentsvalet 2001 fick partiet 3 mandat i parlamentet av totalt 140 mandat och i parlamentsvalet 2005 fick partiet 4 mandat.